# Kanton Neustadt (Distrikt Nordhausen)
Der Kanton Neustadt war eine Verwaltungseinheit im Distrikt Nordhausen des Departements des Harzes im napoleonischen Königreich Westphalen. Hauptort des Kantons und Sitz des Friedensgerichtes war Neustadt/Harz im heutigen thüringischen Landkreis Nordhausen. Das Gebiet des Kantons umfasste zehn Orte im heutigen Freistaat Thüringen.
Zum Kanton gehörten die Ortschaften:

- Neustadt
- Buchholz
- Harzungen
- Ilfeld mit Birkenmoor und Königerode[1]
- Niedersachswerfen
- Osterode
- Petersdorf
- Rüdigsdorf
- Steigerthal
- Wiegersdorf